# 모리 에이지
모리 에이지(일본어: 森 栄次, 1959년 6월 19일 ~ )는 일본의 전 축구 선수이다.